# Man in the Mirror: The Michael Jackson Story
Man in the Mirror: The Michael Jackson Story (El hombre en el espejo: La historia de Michael Jackson) es un telefilme biográfico producido por VH1. La estrella Flex Alexander como Michael Jackson, sigue su ascenso a la fama y controvertidos acontecimientos posteriores. La película toma su título de una de las canciones de Jackson, "Man in the Mirror".
La película fue presentada originalmente el 6 de agosto de 2004 por la recepción de televisión, una calificación de TV-PG para el idioma. Está disponible en DVD, donde es distribuido por Paramount Home Entertainment y está clasificado PG-13 por el idioma y algunas breves elementos temáticos de la MPAA.

## Argumento
Man In The Mirror es algo similar a The Jacksons: An American Dream y podría considerarse una especie de seguimiento de eventos a partir del final con el grupo The Jacksons.
Esta biografía cinematográfica sigue carrera sola de Jackson que comienza con la separación de The Jacksons, anteriormente conocido como The Jackson Five. La película hace la crónica su accidente durante el disparar de una propaganda de Pepsi, la compra de su Rancho Neverland y sus casamientos y de los divorcios a Lisa Marie Presley y Debbie Rowe. También se representan su concierto en Bucarest, Rumania en 1992, su concierto de reunión ocho años después en la noche antes del 11 de septiembre de 2001 en el Madison Square Garden en Nueva York.
La película también tienta en las controversias de Jackson, como el filmar del documental Living with Michael Jackson y el incidente de mostra a su hijo Prince "Blanket" Michael II en el balcón del Hotel Adlon en Berlín, Alemania. Sus infortunios legales también son explorados, inclusive las de 1993 sobre abuso sexual a un niño. 
La última escena representa a Jackson de salir de la sala de audiencias después de su primera audiencia previa al juicio el 16 de enero de 2004 para el abuso sexual infantil también conocida como People v. Jackson, casi provocando su caída. Jackson ganaría luego en el 13 de junio de 2005, meses después de la transmisión y publicación del DVD de la película.

## Reparto
- Flex Alexander como Michael Jackson.
- Frederic Tucker como Joe Jackson.
- Krista Rae como Lisa Marie Presley.
- William S. Taylor como Johnny Cochran.
- Barbara Mamabolo como Janet Jackson.
- Samantha Kaine como Diana Ross.
- Gerrick Winston como Tito Jackson.
- Lynne Cormack como Elizabeth Taylor.
- April Telek como Debbie Rowe.

- Datos: Q3182441